# Kanton Nozay
Der Kanton Nozay war bis 2015 ein französischer Wahlkreis im Arrondissement Châteaubriant, im Département Loire-Atlantique und in der Region Pays de la Loire; sein Hauptort war Nozay. Letzter Vertreter im Generalrat des Départements war von 2004 bis 2015 Gilles Philippot (PS).
Der Kanton Nozay umfasste die Wahlberechtigten aus acht Gemeinden:
| Gemeinde        | Bretonisch | Einwohner (2012) | Fläche (km²) | Code postal | Code Insee |
| --------------- | ---------- | ---------------- | ------------ | ----------- | ---------- |
| Abbaretz        | Abarrez    | 1956             | 61,76        | 44170       | 44001      |
| La Chevallerais | Kergaval   | 1464             | 10,23        | 44810       | 44221      |
| La Grigonnais   | Kerrigon   | 1587             | 21,22        | 44170       | 44224      |
| Nozay           | Nozieg     | 3894             | 57,70        | 44170       | 44113      |
| Puceul          | Puñsel     | 1026             | 20,09        | 44390       | 44138      |
| Saffré          | Saverieg   | 3680             | 57,46        | 44390       | 44149      |
| Treffieux       | Trefieg    | 824              | 19,12        | 44170       | 44208      |
| Vay             | Gwez       | 2012             | 36,13        | 44170       | 44214      |
| Kanton          |            | 16.443           | 283,71       | -           | 4428       |